# Anathallis lobiserrata
Anathallis lobiserrata é uma espécie de orquídea (Orchidaceae) originária do Brasil.